# Alois Musil
Alois Musil (Rychtářov, 30 giugno 1868 – Otryby, 12 aprile 1944) è stato un arabista, esploratore e scrittore ceco.
Nato a Rychtářov, vicino a Vyškov, da una famiglia di poveri contadini, studiò per diventare sacerdote. Dopo essersi preso una pausa nei suoi studi, li terminò nel 1895. Contrasse allora una seria malattia polmonare.
Studiò la Bibbia in un nuovo istituto di teologia a Gerusalemme, ma rinunciò dopo 14 mesi. Viaggiò alla volta di Beirut e altrove in Vicino Oriente fino al 1917, ammassando un'enorme collezione di materiale scientifico. Fra le sue scoperte si ricordano quelle relative alla costruzione palaziale di Quṣayr ʿAmra, che datava all'VIII secolo e che ospitava al suo interno pitture di età islamica omayyadi.
Tra un viaggio e l'altro Musil lavorò sulle sue pubblicazioni e le sue conferenze. Nel 1902 divenne professore in una scuola di teologia a Olomouc e nel 1909 insegnò questa disciplina nell'Università di Vienna. Oltre a qualche lingua moderna e classica, egli padroneggiava ben 35 diversi dialetti dell'arabo.
Dopo la prima guerra mondiale fu inviato in Vicino Oriente per intralciare i tentativi britannici di fomentare una ribellione in Turchia, fatto che lo contrappose a T.E. Lawrence, più noto come Lawrence d'Arabia.
Divenne nel 1920 professore nell'Università Carolina di Praga, malgrado le voci di dissenso di chi gli rimproverava i suoi passati legami con la monarchia asburgica recentemente abolita. Nel 1927 insediò a Praga l'Istituto orientale di studio della scienza (Orientální ústav Akademie Věd).
Dopo la guerra collaborò con l'industriale statunitense Charles R. Crane, che l'aiutò a pubblicare le sue opere in inglese. Musil pubblicò anche resoconti dei suoi viaggi e 21 romanzi per giovani.
Lavorò per l'Università Carlo fino al 1938, ma rimase attivo fino al termine della sua vita. Morì per una disfunzione renale e polmonare a Otryby, presso Český Šternberk.

## Opere scelte
- Kuseir 'Amra und andere Schlösser östlich von Moab, Vienna, 1902
- Sieben samaritanische Inschriften aus Damaskus, Vienna, 1903
- Od stvoření do potopy (Von der Schöpfung zur Sintflut), Praga, 1905
- Auf den Spuren der Geschichte des Alten Testaments, 2 voll., Olmütz 1906/07
- Kuseir 'Amra, 2 voll., Vienna, 1907
- Arabia Petraea, 4 voll., Vienna, 1907/08
- Ethnologischer Reisebericht, Vienna, 1908
- Im nördlichen Hegaz, Vienna, 1911
- Zur Zeitgeschichte Arabiens, Lipsia, 1918
- The Manners and Customs of the Rwala Bedouins, Oriental explorations and studies, n. 6, ed. by J.K. Wright, New York, American Geographical Society, 1928
- In the Arabian Desert, adattato per la pubblicazione da Katherine McGiffort, New York, 1930
- Krest'anské Církve dnešního orienta (Le chiese cristiane nell'Oriente contemporaneo), Olmütz, 1939
- Dal 1910 al 1933 più di 1.500 suoi lavori sono ricordati in Dnešní Orient, vol. 11, Praga, 1934–1941.

## Galleria d'immagini

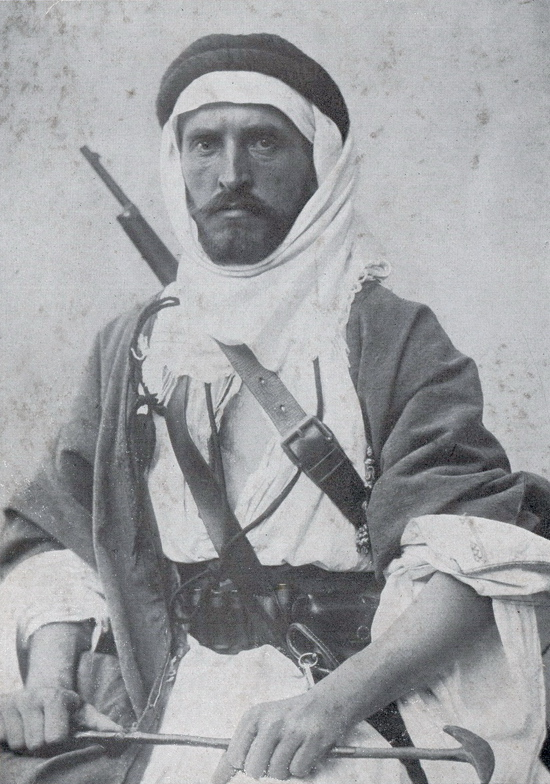
Alois Musil in abiti di esponente della tribù araba giordana dei Banū Ṣakhr (1901).
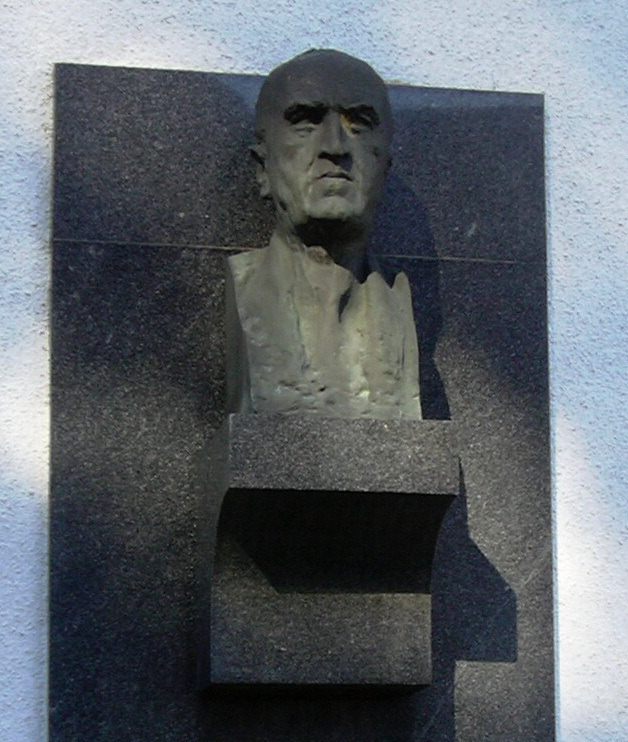
Busto di Alois Musil nella sua casa natale di Rychtářov.
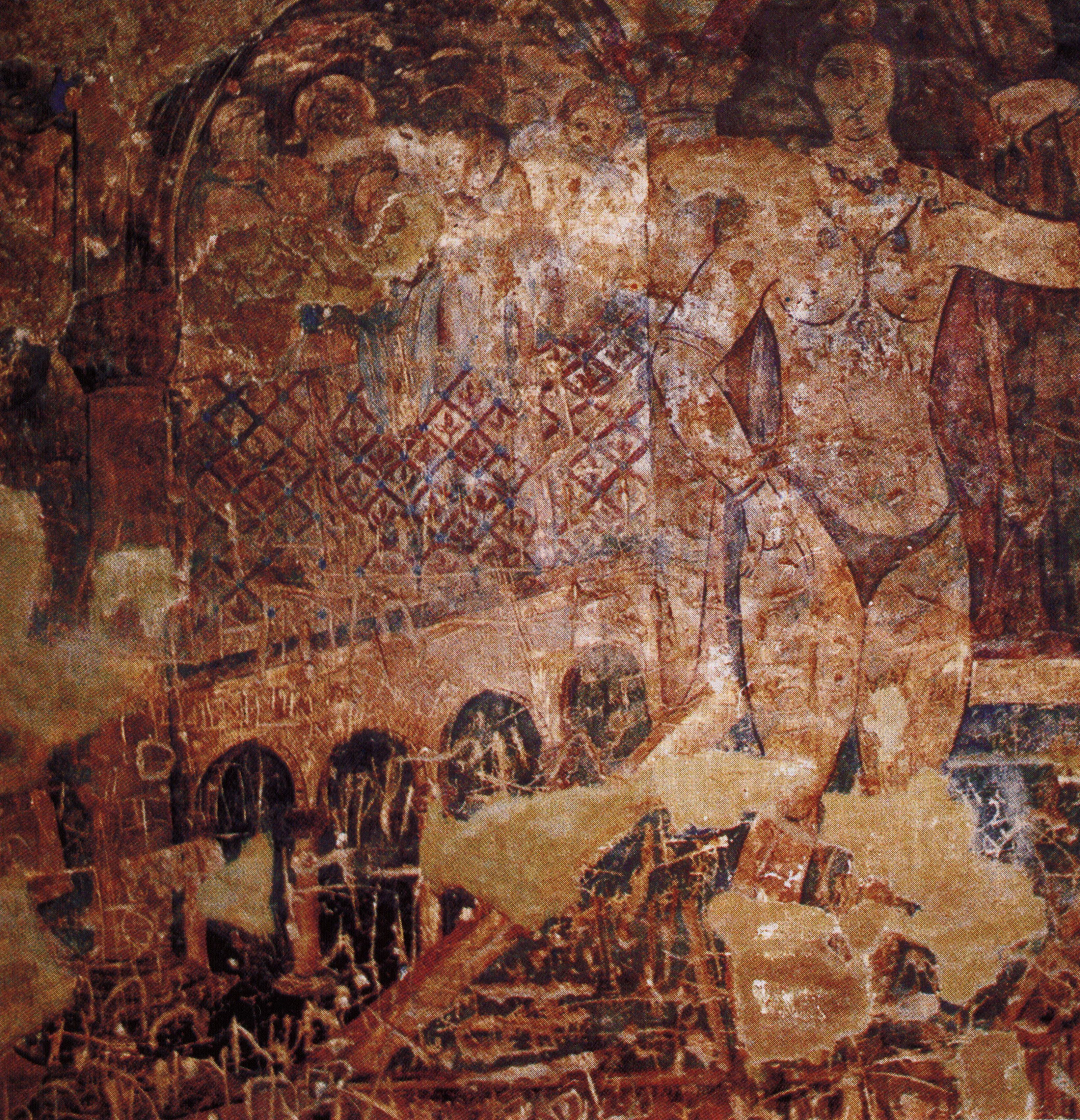
Affresco raffigurante una donna nel hammam, all'interno di Quṣayr ʿAmra.